# Michael Inwood

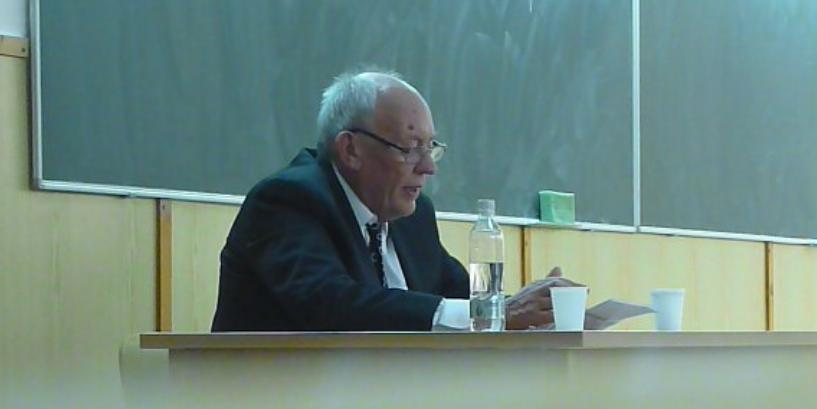
Michael Inwood

Michael James Inwood (* 2. Dezember 1944 in London; † 31. Dezember 2021 in Kidlington) war ein britischer Philosoph und Philosophiehistoriker.
Inwood war von 1967 bis 2011 ein Fellow und Tutor des Trinity College in Oxford. Zuvor war er Fellow des Worcester College Oxford (1966–1967) und des University College Oxford gewesen (1962–1966). Er war mit der Religionshistorikerin Christiane Sourvinou-Inwood verheiratet.

Inwood arbeitete im Wesentlichen zu Hegel und Heidegger sowie zu Platon.
„The doctrines that the interrelations of things mirror the interrelations of concepts and that awareness of a limit involves transcending it are central to Hegel’s IDEALISM.“

## Schriften (Auswahl)
- Hegel. Routledge, 1983.
- A Hegel Dictionary. Blackwell, Oxford 1992.
- Does the Nothing Noth? In: Royal Institute of Philosophy Supplement 44 (1999) S. 271–290.
- Heidegger: A Very Short Introduction. Oxford University Press. Oxford 2000 (Oxford University Press paperback 1997). Übersetzt von David Bernfeld, beraten von Andreas Graeser, als Heidegger. Freiburg i. Br. usw.: Herder/Spektrum Meisterdenker o. J.
- Truth and Untruth in Plato and Heidegger. In: Catalin Partenie, Tom Rockmore (Hrsg.), Heidegger and Plato: Toward Dialogue. Northwestern University Press, 2005.
- A Heidegger Dictionary. Blackwell, Oxford 1999.
- Plato’s Eschatological Myths. In: Catalin Partenie (Hrsg.), Plato’s Myths. Cambridge/New York: Cambridge University Press, 2009.
- Hegel: The Phenomenology of Spirit. Translated with Introduction and Commentary. Oxford University Press, Oxford 2018.